# 她死了
《她死了》（韓語：그녀가 죽었다）是2024年上映的韩国悬疑惊悚片，由曾参与电影《治外法权》《仁川登陆战》剧本润色的导演金世辉编剧并执导，卞約漢、申惠善与李伊主演，2024年5月15日在韩国上映。

## 剧情概要
影片讲述以偷看为兴趣的公认中介师具正泰目睹了SNS网红韩素拉的死亡后，为了洗清自己杀人的嫌疑开始调查韩素拉身边的人事物。

## 演员阵容
- 卞約漢 饰演 具正泰，喜欢利用委托人托管的钥匙在委托人家中偷看的公认中介师。
  - 徐佑承 饰演 童年时期的具正泰[5]
- 申惠善 饰演 韩素拉，具正泰观察的SNS网红，利用虚假的帖子在网络上获得人气并成为网红。
- 李伊 饰演 吴英珠，细心、执着地揭露著名网红韩素拉失踪事件的重案组刑警。
- 尹炳熙 饰演 李钟学，韩素拉的粉丝，具正泰怀疑他与韩素拉的死有关。[6]
- 朴艺妮 饰演 哨儿，非好感网络主播。[6]
- 沈達琪 饰演 智熙，在具正泰公司的工作的MZ世代职员。[6]
- 池贤俊 饰演 张警官，首尔道峰警察局刑警，吴英珠的同事。
- 張成範 饰演 成烈，首尔道峰警察局刑警，吴英珠的同事。
- 朴梨贤[7]饰演 赵慧兰，卡拉OK职员。
- 尹瑟[8]饰演 韩素英
- 朴明勳 饰演 重案组组长，吴英珠的上司。（友情出演）[6]
- 金廣植 饰演 韩素拉的父亲（特别出演）
- 刘智妍 饰演 豆儿妈妈（特别出演）

## 制作

### 选角
2020年9月，韩国媒体报道卞約漢、申惠善、李伊有望主演该片，该片也是卞約漢与申惠善继2017年电影《一天》后再度合作。同年10月，卞约汉出席釜山电影节活动时亲自确认参演。同年12月，李伊正式确认参演，在片中饰演一名刑警。

### 拍摄
主体拍摄于2020年11月22日开始，2021年4月前后杀青。

### 损益平衡点
据媒体报道，该片损益平衡点约为150万观影人次；累计观影人次突破100万后，损益平衡点调整至125万观影人次。

## 发行
该片原计划于2022年9月在韩国上映。2024年3月25日发布首组剧照，4月22日宣布定于5月15日在韩国上映；同年7月8日起提供IPTV和VOD点播服务。

### 评价
影片在韩国试映后，获得媒体好评，称赞该片创新的视角和执导方式、独特的角色设定，以及演员们出色的表演。反映CGV院线购票观众满意度的金蛋指数在影片上映后维持在94%，体现观众对该片高度满意。韩国电影周刊《Cine21》共有3位影评人为该片打分，均分6/10。

### 票房
在韩国上映首日获得10万6884名观影人次的开画票房成绩，位列单日票房榜第3名；首个周末（5月17日至5月19日）以24万余名观影人次位居周末票房榜第二。上映第22日累计观影人次突破100万，截至7月8日提供家庭点播服务该片累计观影人次为123万。

## 奖项荣誉
| 年份 | 颁奖礼               | 奖项         | 入围者 | 结果 | 参考   |
| ---- | -------------------- | ------------ | ------ | ---- | ------ |
| 2024 | 第33屆釜日電影獎     | 最佳女配角   | 李伊   | 提名 |        |
| 2024 | 第33屆釜日電影獎     | 年度明星獎   | 申惠善 | 獲獎 |        |
| 2024 | 第45屆青龍電影獎     | 最佳新人導演 | 金世輝 | 提名 |        |
| 2024 | 2024首尔国际电影大奖 | 最佳男主角   | 卞約漢 | 獲獎 | [ 30 ] |
| 2025 | 第61屆百想藝術大獎   | 最佳新人导演 | 金世辉 | 提名 | [ 31 ] |
| 2025 | 第23届导演选择奖     | 最佳新人导演 | 金世辉 | 待定 | [ 32 ] |
| 2025 | 第23届导演选择奖     | 最佳女演员   | 申惠善 | 待定 | [ 32 ] |